# August Jensen
August Jensen (* 29. August 1991 in Bodø) ist ein ehemaliger norwegischer Radrennfahrer, der im Straßenradsport aktiv war.

## Sportlicher Werdegang
August Jensen wurde 2012 norwegischer Meister im Straßenrennen der U23-Klasse. Daraufhin fuhr er 2013 sein erstes Jahr beim Team Øster Hus-Ridley. 2014 und 2015 konnte er die Bergwertung beim Arctic Race of Norway für sich entscheiden. Außerdem feierte er 2015 seine ersten Siege bei Kreiz Breizh Elites. Sein bisher größter Erfolg war ein Etappensieg beim Arctic Race of Norway 2017, wo er auch den zweiten Platz in der Gesamtwertung belegte.
Nach seinen Leistungen erhielt Jensen zur Saison 2018 einen Profivertrag bei der Israel Cycling Academy. In den zwei Jahren Team erzielte er regelmäßig Top-10-Platzierungen, ein weiterer Sieg blieb ihm jedoch verwehrt. 2020 wechselte er zum Riwal Readynez Cycling Team, ein Jahr später zum Team Delko (Radsportteam), wo ihm weiterhin keine zählbaren Erfolge gelangen. 2022 und 2022 fuhr er für das Team Human Powered Health, konnte aber mir einen siebten Etappenrang bei der Tour of Norway 2022 ein einziges Mal UCI-Ranglistenpunkte einfahren.
Nach der Saison 2023 beendete Jensen im Alter von 32 Jahren seine Karriere als Radrennfahrer.

## Erfolge
2012
- Norwegischer Meister – Straßenrennen (U23)

2014
- Bergwertung Kreiz Breizh Elites
- Bergwertung Arctic Race of Norway

2015
- Gesamtwertung und eine Etappe Kreiz Breizh Elites
- Bergwertung Arctic Race of Norway

2016
- Gesamtwertung und eine Etappe Grande Prémio Liberty Seguros

2017
- eine Etappe Tour du Loir-et-Cher
- zwei Etappen und Punktewertung Oberösterreich-Rundfahrt
- Punktewertung Kreiz Breizh Elites
- eine Etappe Arctic Race of Norway